# Jessie Burton
Œuvres principales
- Miniaturiste
- Les Filles au lion

Jessie Burton, née le 17 août 1982 à Londres, est une autrice et actrice britannique. Elle est surtout connue internationalement pour son premier roman Miniaturiste (2014).

## Biographie

### Jeunesse
Jessie Burton a étudié l'anglais et l'espagnol à l'Université d'Oxford, puis à la Central School of Speech and Drama (Londres).

### Carrière d'écrivaine
L'action de son premier roman, Miniaturiste, publié en 2014, se déroule au XVIIe siècle (1686-1687) à Amsterdam, et implique divers membres de la Compagnie néerlandaise des Indes orientales (VOC, 1602-1799). Le roman est inspiré par la maison de poupée de Petronella Oortman (1656–1716), aujourd'hui au Rijksmuseum, bien qu'il ne s'agisse pas d'un roman biographique. L'auteure a mis quatre ans pour l'écrire. Le roman a fait l'objet d'une surenchère au « London Book Fair » en avril 2013.
Son second roman, The Muse, paru en 2016, est traduit en français par Jean Esch sous le titre Les Filles au lion et publié en mars 2017. L'action se situe à la fois durant la guerre d'Espagne (1936-1939) et dans le Londres des années 1960.
Jessie Burton s'inspire du conte Le Bal des douze princesses des frères Grimm pour écrire une version intitulée Douze Princesses rebelles publiée le 5 septembre 2019 qui s’inscrit volontairement dans le courant féministe.

### Carrière de comédienne
En 2008, Jessie Burton joue, sur la scène du National Theatre de Londres, The Hour We Knew Nothing of Each Other (L'Heure où nous ne savions rien l'un de l'autre) de l’auteur autrichien Peter Handke (Die Stunde, da wir nichts voneinander wußten, 1992).

## Œuvres

### Romans adultes

#### SérieMiniaturiste
1. Miniaturiste, Gallimard, coll. « Du monde entier », 2015 ((en) The Miniaturist, 2014), trad. Dominique Letellier, 504 p.  (ISBN 978-2-07-014422-8)Adapté en deux épisodes pour la télévision par la BBC en 2017 : Miniaturiste
2. La Maison dorée, Gallimard, coll. « Du monde entier », 2023 ((en) The House of Fortune, 2022), trad. Laura Derajinski, 464 p.  (ISBN 978-2-07-287077-4)

#### Romans indépendants
- Les Filles au lion[8], Gallimard, coll. « Du monde entier », 2017 ((en) The Muse, 2016), trad. Jean Esch, 496 p.  (ISBN 978-2-07-019697-5)
- Les Secrets de ma mère, Gallimard, coll. « Du monde entier », 2020 ((en) The Confession, 2019), trad. Laura Derajinski, 505 p.  (ISBN 978-2-07-286113-0)

### Ouvrages de littérature d'enfance et de jeunesse
- Douze Princesses rebelles, Gallimard Jeunesse, 2019 ((en) The Restless Girls, 2018), trad. Diane Ménard, 160 p.  (ISBN 978-2-07-511698-5)
- Méduse, Gallimard Jeunesse, 2019 ((en) Medusa, 2021), trad. Diane Ménard, 192 p.  (ISBN 978-2-07-517957-7)Illustré par Olivia Lomenech Gill

## Récompenses et distinctions
- 2014 : Waterstones : livre de l'année pour Miniaturiste[9] ;
- 2014 : Specsavers National Book Awards : nouvel écrivain de l'année pour Miniaturiste[4] ;
- 2014 : Specsavers National Book Awards : livre de l'année pour Miniaturiste[10].